# Edifício Chagas Rodrigues
Vista lateral do prédio a partir Av. Miguel Rosa.
Edifício Chagas Rodrigues  É um imóvel edificado na década de 60 com a finalidade de abrigar a sede do Departamento de Estradas e Rodagens do Piauí, localizado na Avenida Frei Serafim via que concentra grande 
parte de edificações históricas da cidade. Participante, em 2020, do concurso de fotografia Wikipédia:Wiki Loves Monuments 2020/Brasil/Lista/Piauí.

## História

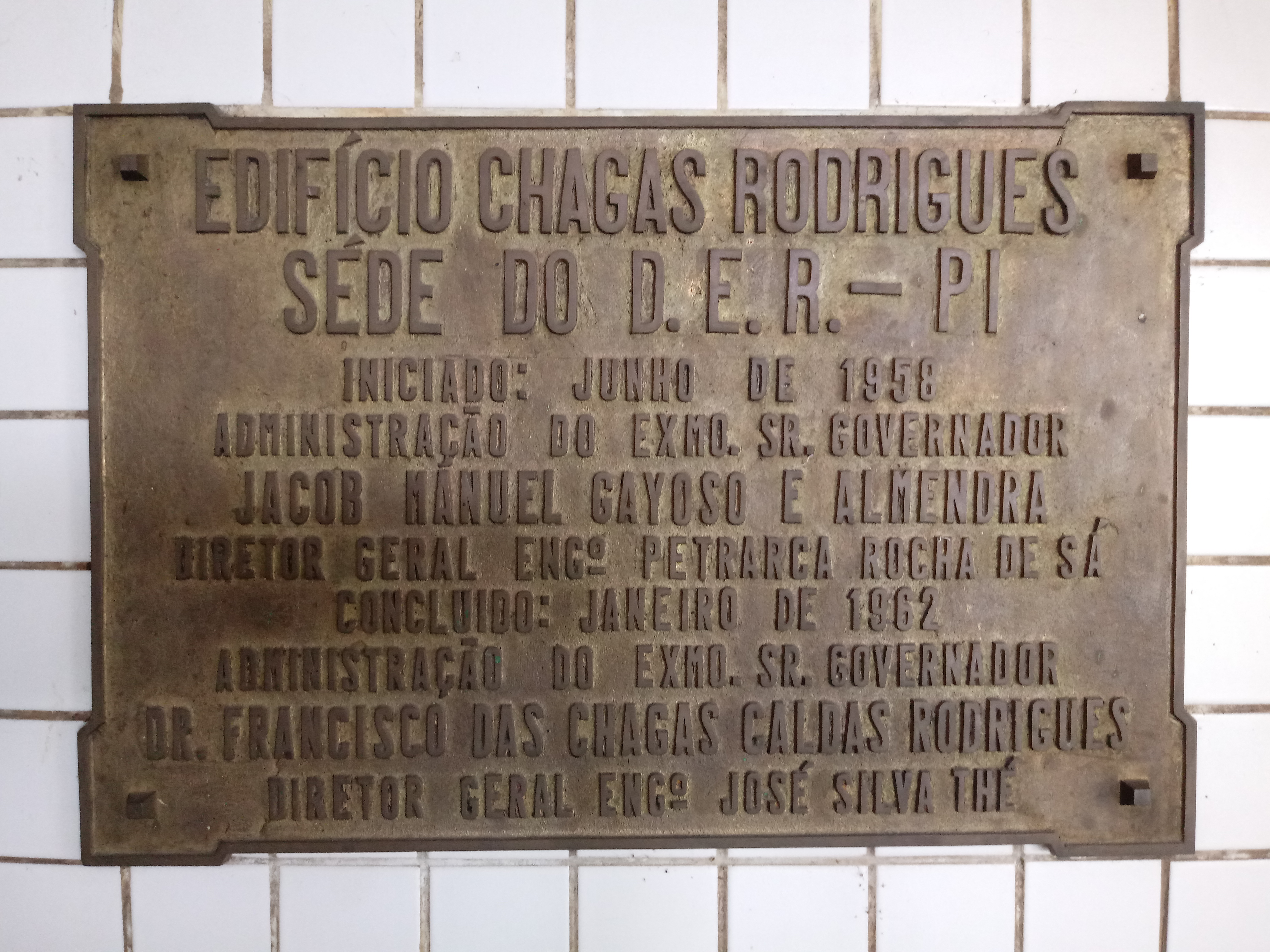
Placa com histórico da construção do edifício.

Foi o primeiro prédio institucional da cidade a apresentar características da arquitetura moderna, utilizando pilotis, painel trabalhado, escada helicoidal, panos rasgados de cobongós, inspirado no Edifício Gustavo Capanema.
Fixado numa quadra entre duas principais avenidas da cidade, Av. Frei Serafim e Av. Miguel Rosa, além do edifício principal existe também o anexo, construído no ano de 1973 para ser o Auditório Professor Herbert Parentes 
Fortes, uma área destinada para salas de debates.  
Projetado pelo arquiteto Maurício Sued, que se inspirou nos princípios da Escola Modernista Carioca, neste prédio há
aspectos comuns dos edifícios de Brasília, uso de volumetria mais retangular que contém eixos e linhas definidas, 
resultando em linhas mais clara e reta. A disposição da planta é no sentido norte-sul e fachadas longitudinais, no formato lâmina. Por conta do clima tropical da cidade, e a grande incidência solar, foi aplicado o uso de janelas 
recuadas e de brises na fachada leste e de cobogós na fachada oeste na cor branca, a fim de proporcionar um conformo térmico ideal na parte interna, evitando a 
entrada dos raios solares. O telhado não é 
aparente, marquise em 
concreto armado com uma espessura bem fina, apresentando uma cobertura em laje, 
recoberta em telhas de fibrocimento apoiadas em treliças.

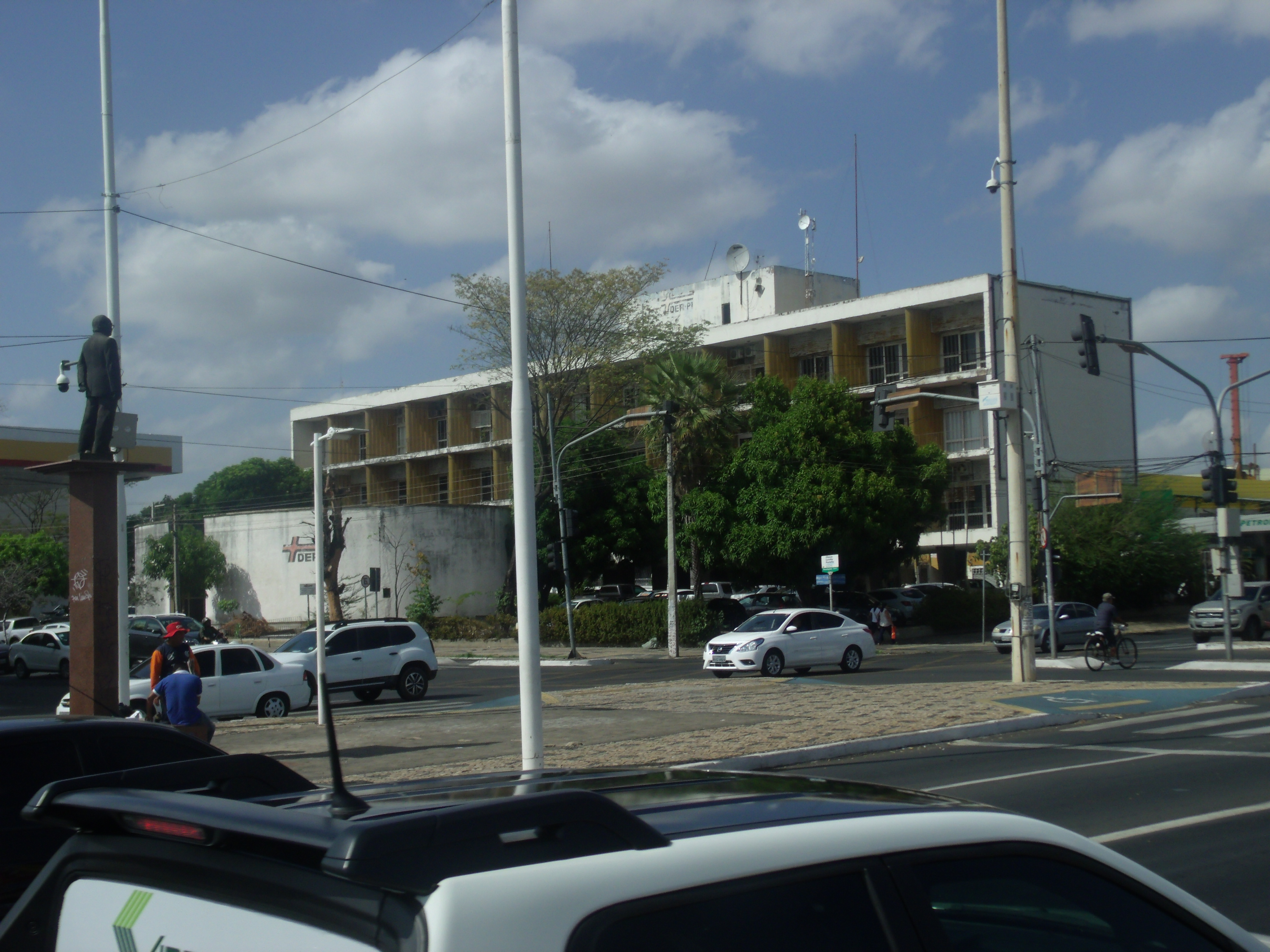
Visto a partir da avenida Frei Serafim.

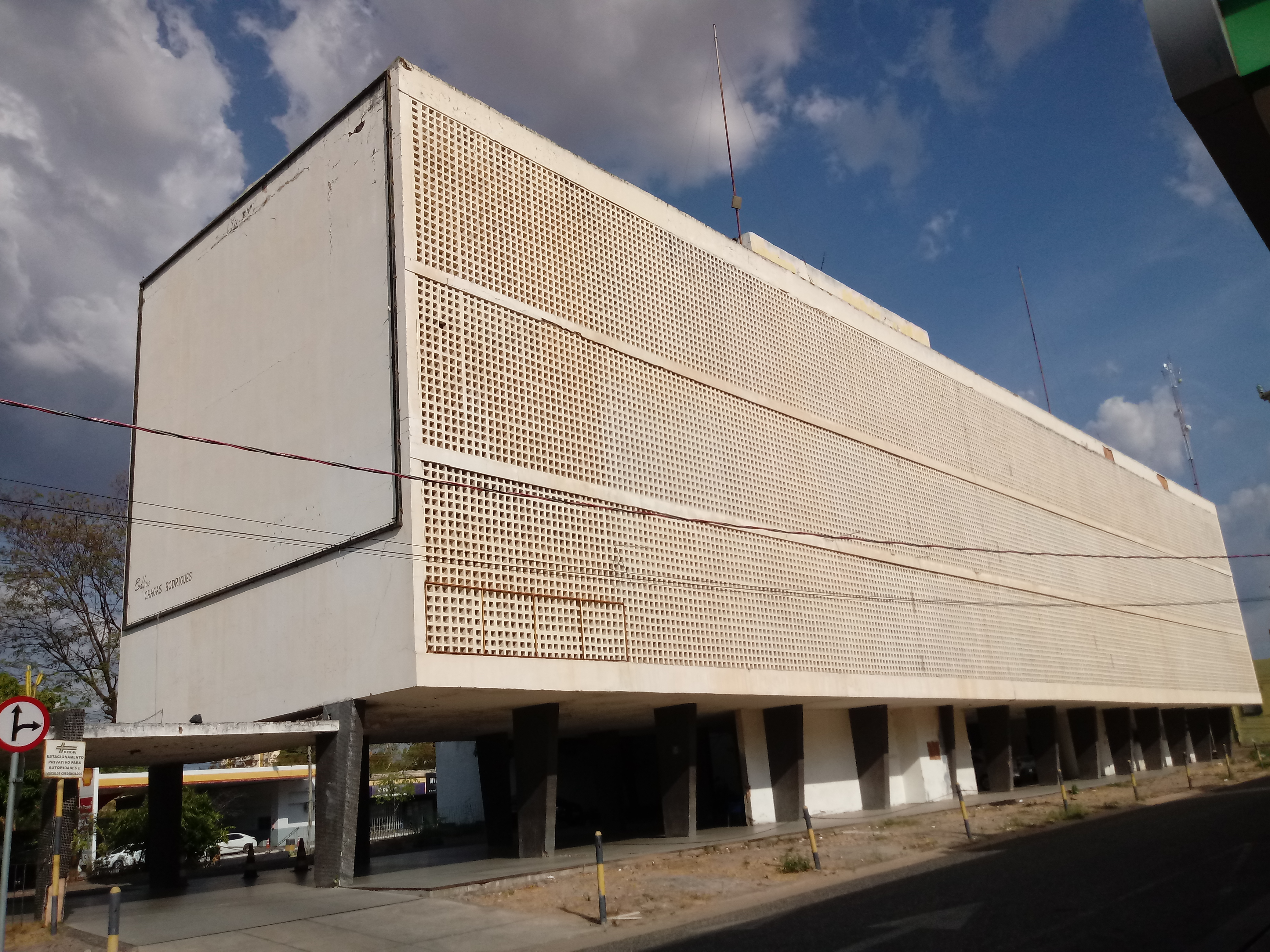
Fachadas sul e oeste.

A planta baixa do pavimento térreo é um vão livre pelo emprego de pilotis para a 
sustentação da estrutura em concreto armada. No centro 
do térreo está localizado o elevador, e uma 
escada em formato helicoidal que permite o acesso para os três pavimentos,e recepcionado pelo painel assinado pelo artista plástico Genes 
Celeste Soares.
Sua construção foi finalizada no ano de 1962, proporcionando o início de uma série 
de obras deste estilo arquitetônico no estado do Piauí.
O prédio foi tombado em nível estadual pela FUNDAC em 1997, por representar patrimônio cultural da cidade de Teresina, mas hoje o edifício sobre com a degradação e a visível falta de manutenção.

## Galeria

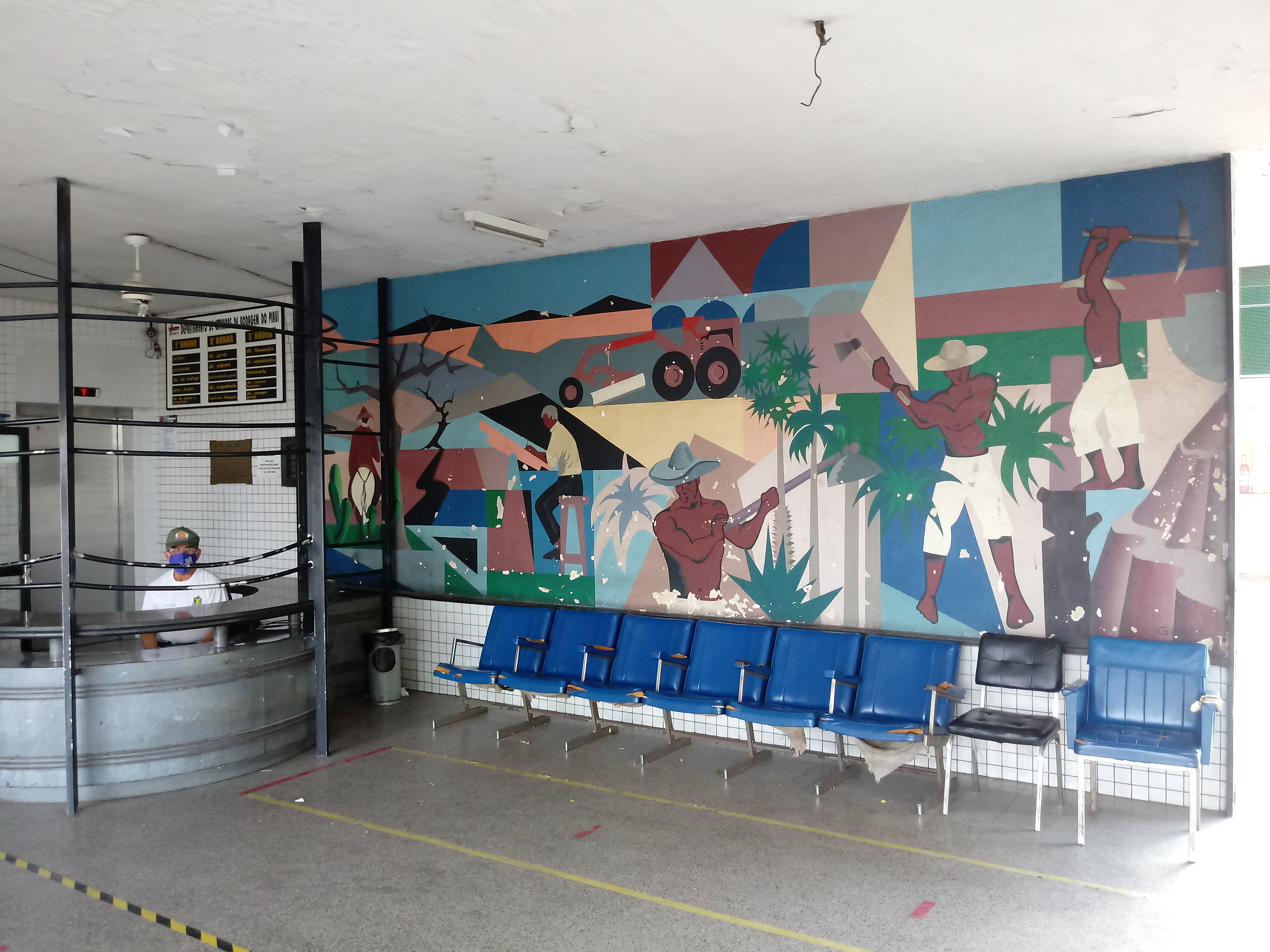
Painéis em arte pictórica em alusão à história dos serviços do DER-PI no vão do edifício.
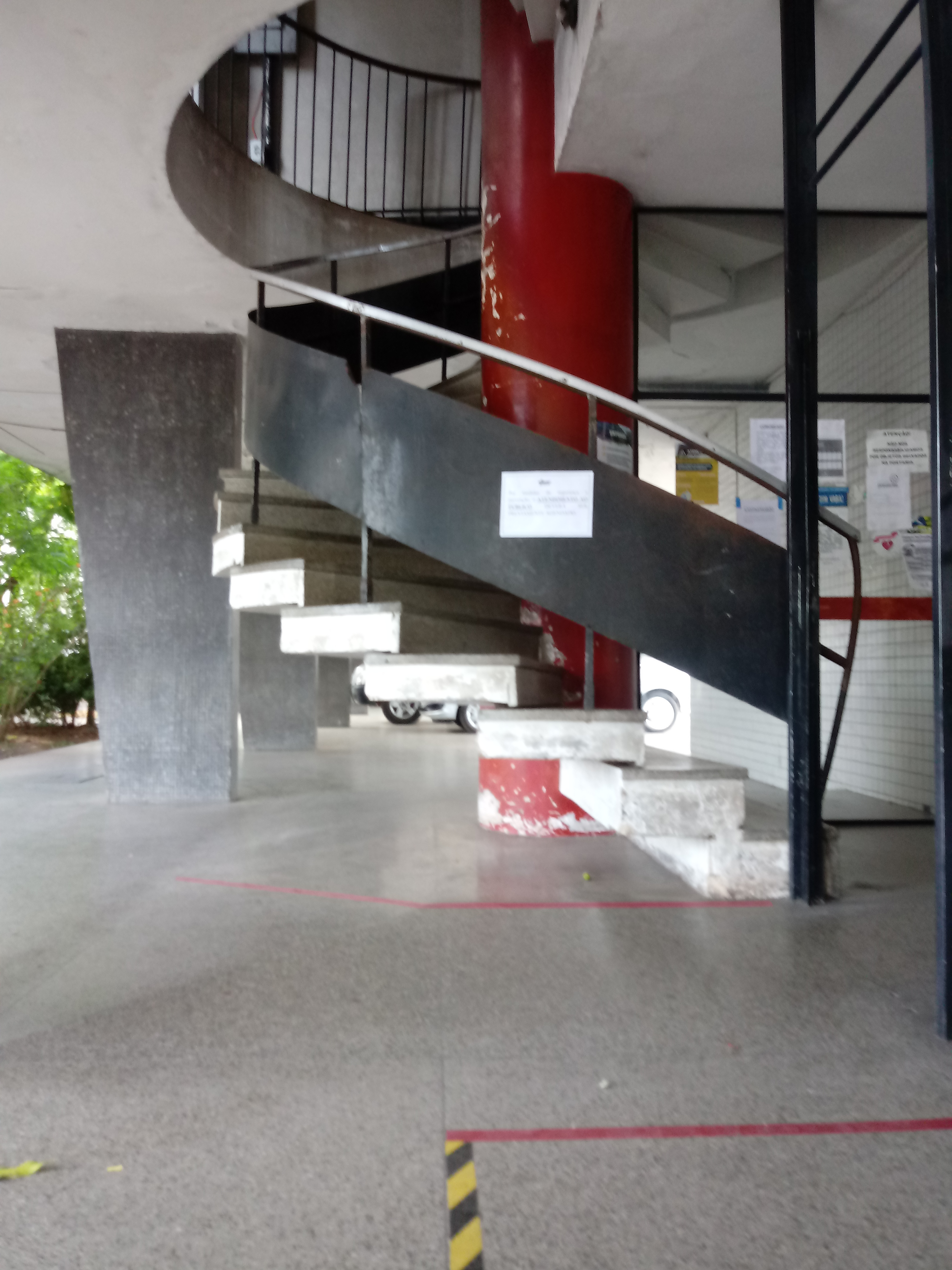
Escada em espiral.
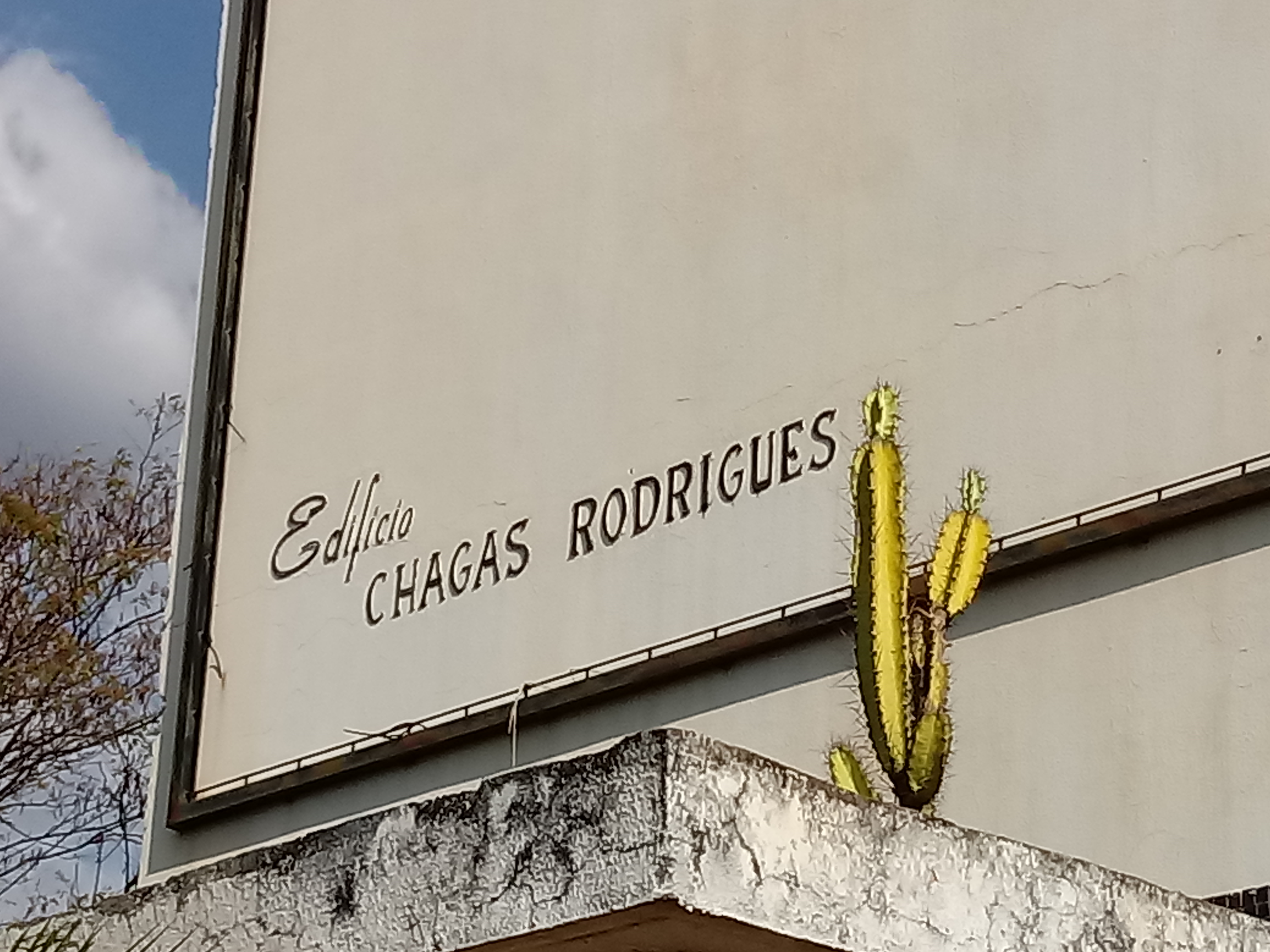
Letras metálicas com o batizo da  edificação.
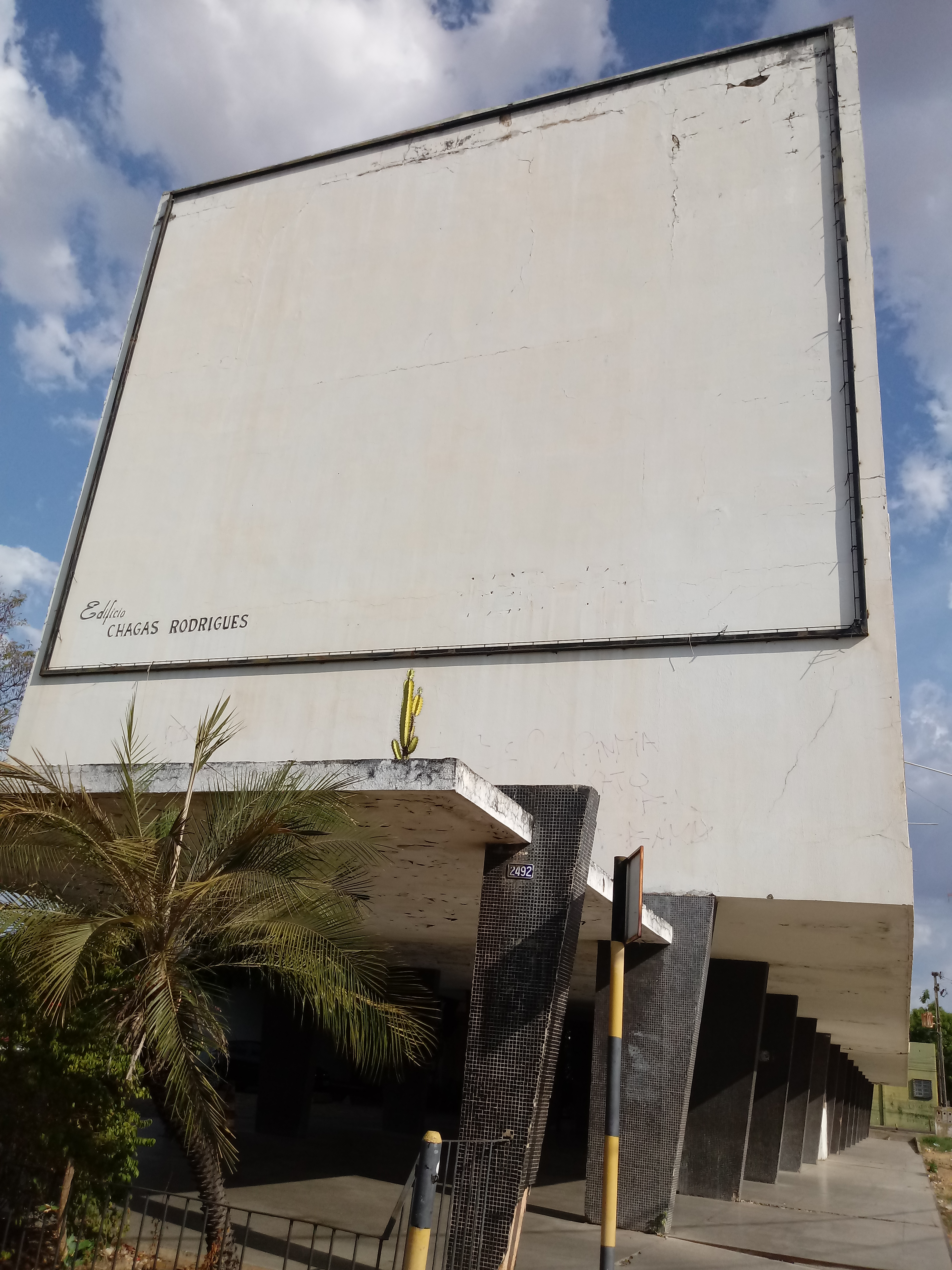
Arquitetura da lage lateral.
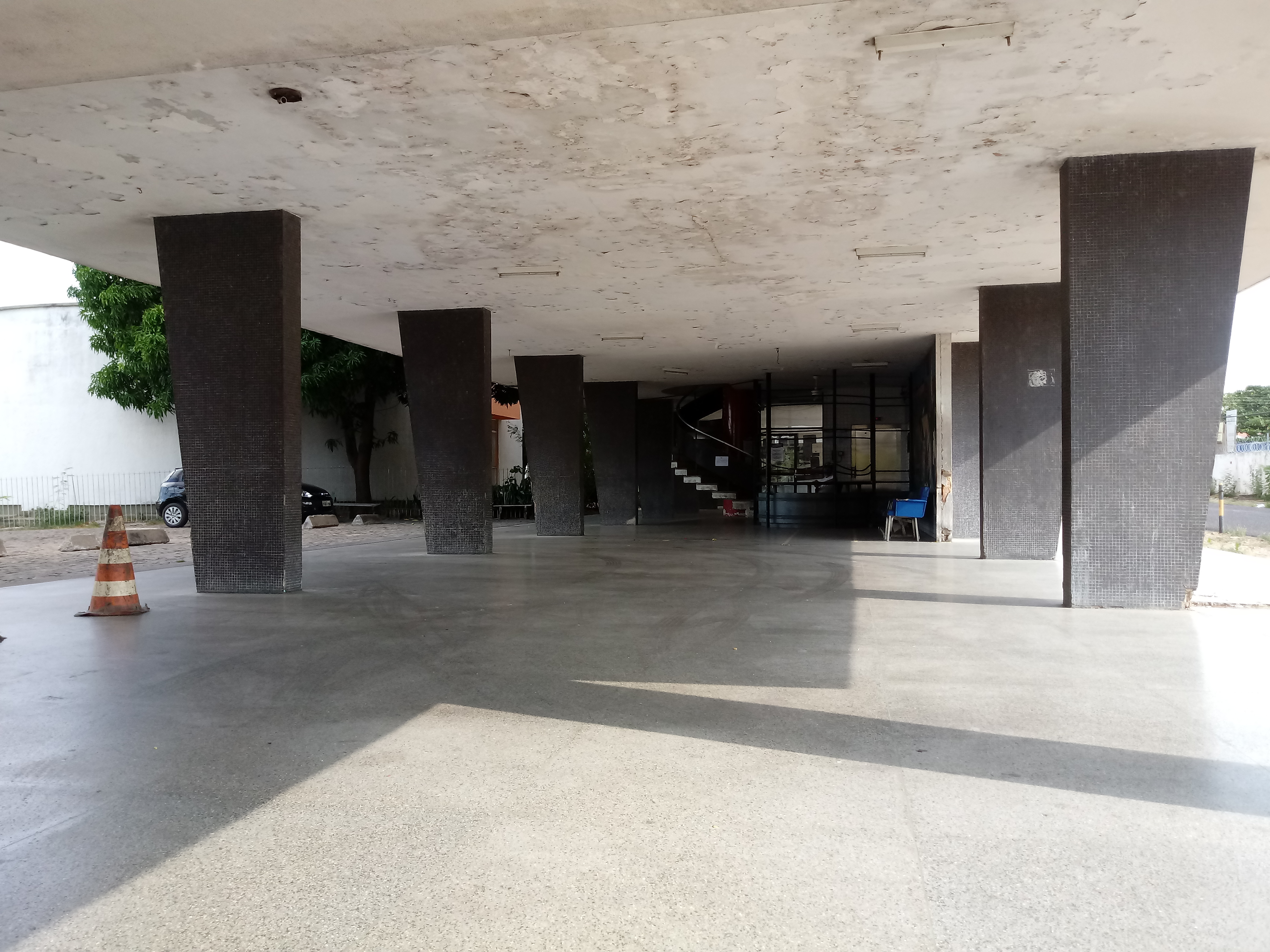
Pilotis do vão.
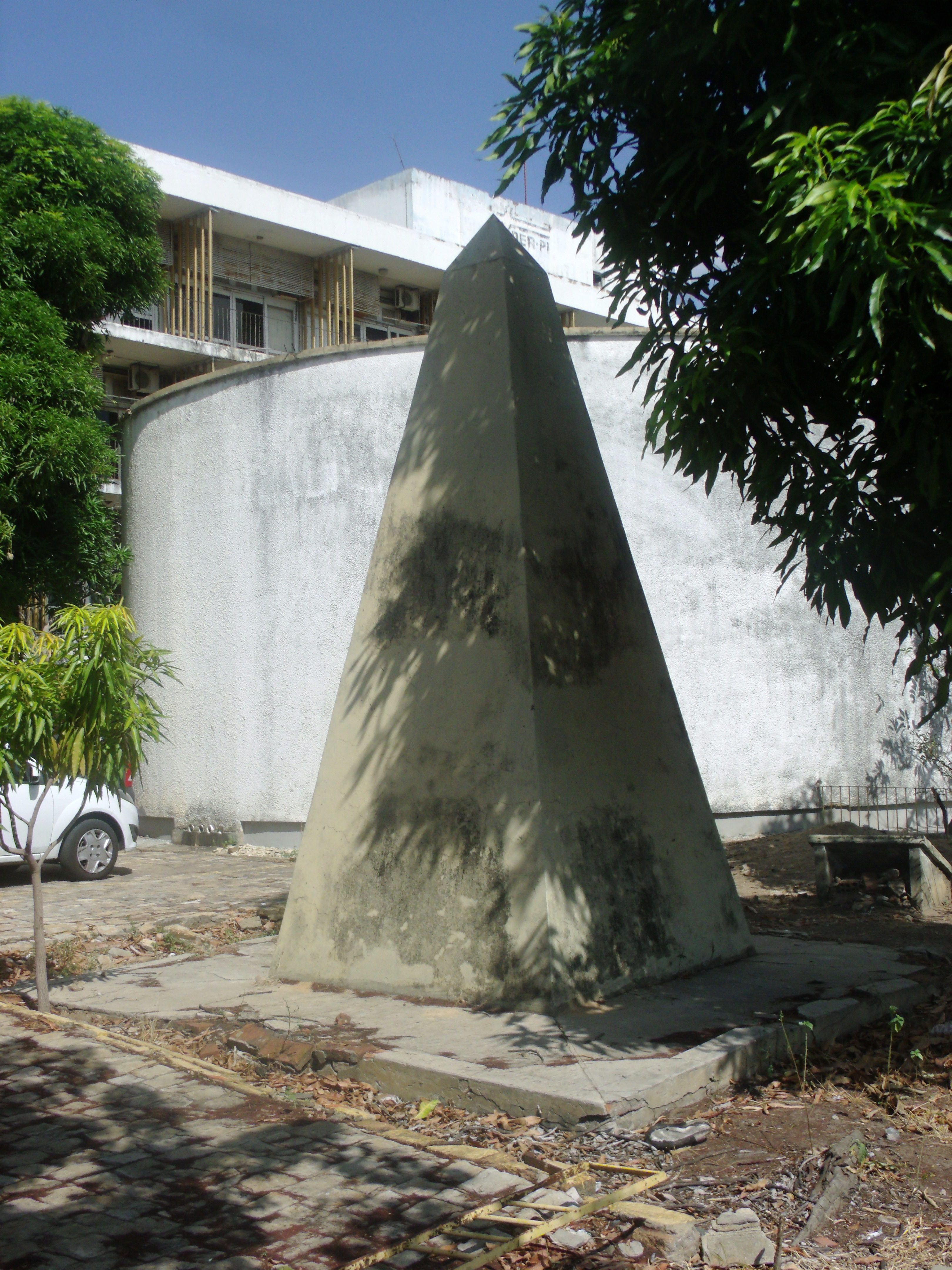
Obelisco do DER no pátio do edifício.
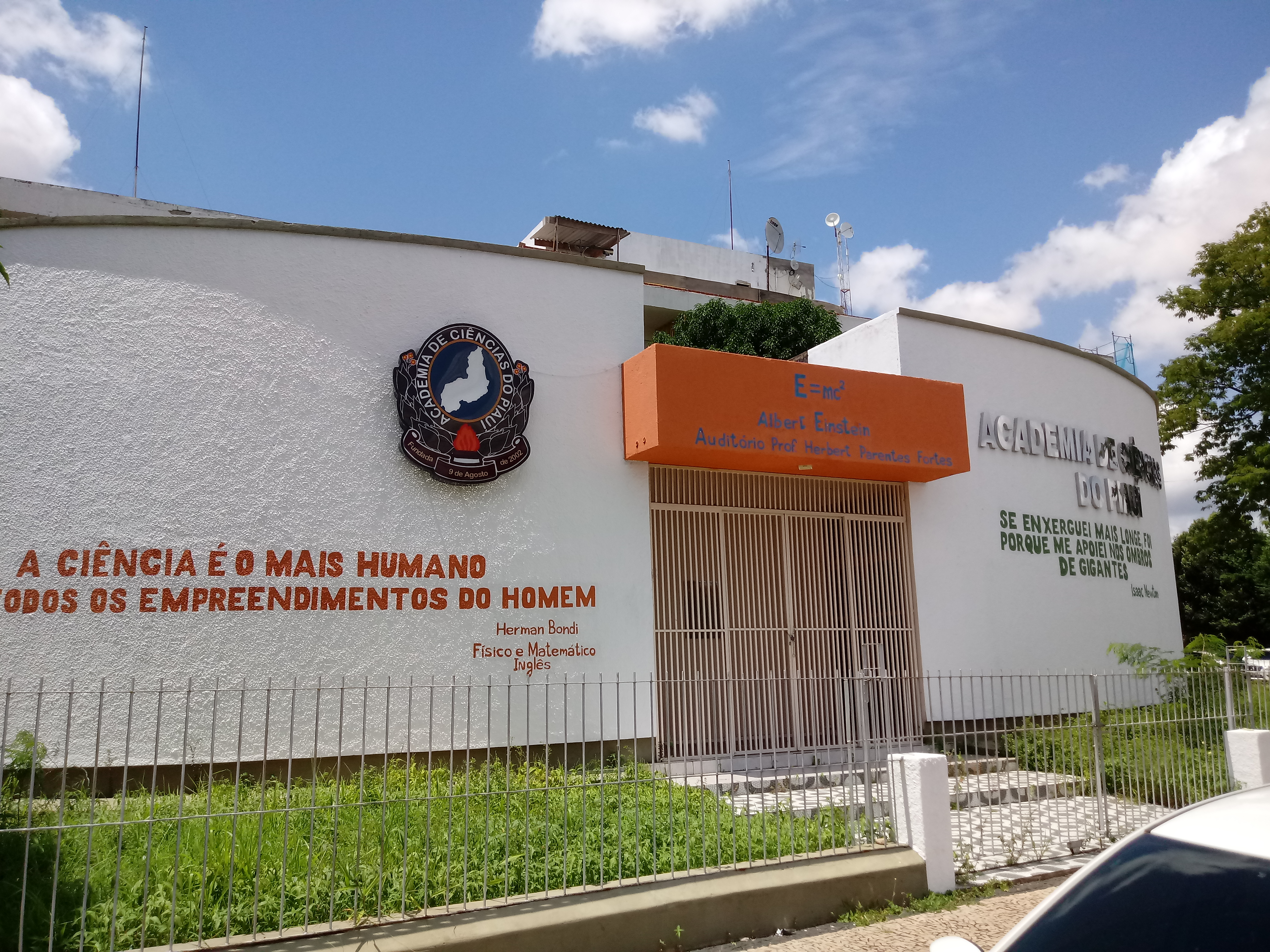
Sede da Academia de Ciências do Piauí no anexo do Edifício Chagas Rodrigues.